# Groda (citat)
En groda är ett dumt, plumpt, grovt felaktigt eller platt yttrande eller påstående, som beror på okunnighet eller bristande eftertanke. Det kan även vara en utsaga som på grund av felaktig grammatik eller olämpligt ordval betyder (eller kan tolkas som) något annat än det som egentligen avses.
Ordet "groda" i denna bemärkelse är belagt i svenska språket sedan 1844, efter en folksaga om en elak dotter som det hoppade grodor ur munnen på när hon skrattade.

## Exempel
- Efter att ha fångat tre fiskar gick han tillbaka till kamraterna vid tältet och stekte dem.